# Route nationale 296
Pour les articles homonymes, voir Route 296.
La route nationale 296, ou RN 296, est une route nationale française qui relie entre eux deux tronçons non contigus de l'autoroute A51 : Marseille - Aix-en-Provence (échangeur du Jas-de-Bouffan) au sud, Aix-en-Provence (échangeur des Platanes) - La Saulce au nord.
Cette route est à 2x2 voies mais n'a pas le gabarit autoroutier, notamment à cause de nombreuses entrées et sorties, d'un tracé sinueux et en pente, et d'un raccordement en courbe serrée avec l'ex-route nationale 7. La vitesse est d'ailleurs limitée à 50 km/h sur ce raccordement dans le sens descendant.

## Historique
Bien avant la construction de l'autoroute A51, une rocade de contournement d'Aix-en-Provence par le nord a été construite dans le but d'offrir aux automobilistes arrivant des Alpes par la RN 96 une entrée dans la ville plus facile que la mauvaise descente de la « route des Alpes ». Elle avait son origine sur la RN 96 peu avant le lieudit « les Platanes », passait à proximité du plateau d'Entremont, et rejoignait la RN 7 (« montée d'Avignon ») par un demi-échangeur au-dessus de la Chevalière. Cette rocade, numérotée RN 296, fut ensuite prolongée au nord sur 6 kilomètres, parallèlement à la RN 96, jusqu'au-delà de Venelles.
En 1971, une autre bretelle, numérotée RN 296A, fut établie à l'ouest de la ville d'Aix entre la RN 7 et l'autoroute A51 qui joignait Marseille à Aix-en-Provence-centre, avec une antenne vers l'échangeur de Jas-de-Bouffan, où la RN 296A prenait le relais.
En 1979, la section de la RN 296 au nord des Platanes était intégrée dans le tracé de l'A51.
En 2006, après d'importants travaux à la Chevalière pour y établir un échangeur complet, la RN 296A et un court segment de l'ex-RN 7 furent intégrés à la RN 296, lui donnant son parcours actuel.
La loi n° 2022-217 du 21 février 2022 prévoit le transfert des routes nationales aux collectivités volontaires. La nationale 296 sera transféré en intégralité au 1er janvier 2024 au département des Bouches-du-Rhône.

## Tracé
Section non-concédée gérée par le département des Bouches-du-Rhône et gratuite.
- L'A51 devient la Route nationale 296
- 8 Aix-en-Provence - centre (de et vers Gap) à 1,4 km (18 km de l'A51) : Aix-en-Provence - Pontier, Centre Hospitalier du Pays d'Aix
- 9 La Chevalière à 2 km (20 km de l'A51) : Gap par A51, La Chevalière
- Échangeur entre RN 296 et RD 7N à 2,2 km (20 km de l'A51) : Nîmes, Avignon, Salon-de-Provence, Saint-Cannat, Célony
- 10 Puyricard à 3 km (21 km de l'A51) : Le Puy-Sainte-Réparade, Aix-en-Provence, Oppidum d'Entremont
- 11 Chemin Saint-Donat à 4,5 km (22 km de l'A51) : Chemin Saint-Donat
- La Route nationale 296 redevient l'A51.

Voir ce tracé sur Google Maps